# Služebnice milosrdné lásky
Služebnice milosrdné lásky (španělsky: Esclavas del Amor Misericordioso) je ženská řeholní kongregace, jejíž zkratkou je E.A.M.

## Historie
Kongregace byla zřízena 25. prosince 1930 v Madridu Maríou Esperanzou Alhama Valera.
Dne 12. srpna 1949 získala od Svatého stolce schválení a 5. června 1979 decretum laudis.

## Aktivita a šíření
Věnují se křesťanské výchově mládeže a pomocí nemocným.
Jsou přítomny v Evropě (Německo, Itálie, Španělsko, Rumunsko), v Americe (Bolívie, Brazílie, Kanada, Kuba, Mexiko a Peru) a v Indii; generální kurie se nachází v Římě.
K roku 2008 měla 344 sester ve 45 domech.